# 空想科学大戦!
『空想科学大戦!』（くうそうかがくたいせん）とは、柳田理科雄の著作である『空想科学読本』の世界観を元に、「科学に忠実な空想科学の世界」を描いた漫画。原作：柳田理科雄、漫画：筆吉純一郎。全5巻。全巻文庫化している。番外編に『Dr.猫柳田の科学的青春』シリーズがある。

## 特徴
『空想科学読本』の世界観を元にしただけあって、登場するキャラクターやストーリー展開は有名なアニメや漫画、特撮のパロディとなっていることが多い。
なお、一度取り上げた科学的な事象は以降では無視できるものとして扱われる。例えば、「巨大怪獣は自重で潰れてしまう」という事象をいつまでも守り続けていては話を先に進めることができないため、以降は「巨大怪獣は自重で潰れない」という非現実的な条件で話が進められる。またあくまで同法則は「本作における地球」における設定のため、宇宙空間やヨソの惑星においてはウーター一族は普通に巨人の姿のまま活動可能である。ただし甚大なダメージを負った場合は人間に戻る模様。

## 各巻について
なお、各エピソードのサブタイトルはウルトラシリーズなどSF作品のサブタイトルをパロディしていることが多い。
1巻（空想科学大戦! / 空想科学大戦1）
書き下ろし。文庫本収録時には『空想科学大戦1』に改題。
1998年10月28日発売 ISBN 4-88-991654-7（文庫版：2003年7月18日発売 ISBN 4-84-010817-X）
2巻（空想科学大戦2）
コミックアルファ（メディアファクトリー）連載作品。
1999年11月19日発売 ISBN 4-88-991953-8（文庫版：2003年11月14日発売 ISBN 4-84-010899-4）
3巻（空想科学大戦3）
コミックフラッパー（メディアファクトリー）連載作品。
2000年10月14日発売 ISBN 4-84-010142-6（文庫版：2004年5月14日発売 ISBN 4-84-011084-0）
4巻（空想科学大戦4）
コミックバーズ（ソニー・マガジンズ）連載作品。文庫版では第3話「散歩する落雷」がカットされている。
2001年7月発売 ISBN 4-78-971725-9（文庫版：2009年4月24日発売 ISBN 978-4-84-012780-6）
5巻（最後の空想科学大戦!）
書き下ろし。（ソニー・マガジンズ）前作から間が空いたことは煽り文句にもなっている。
2006年8月31日発売 ISBN 4-86-176329-0（文庫版：2009年12月18日発売 ISBN 978-4-84-013145-2）

## 作品中の検証ミスとその対処
空想作品の検証における誤認等に関して、『空想科学読本』などでは次の版でミスを直してきた。しかし、このシリーズではページの大半が漫画という体裁をとっているため修正が困難であり、一冊の中での各ストーリーごとに挟まれる文章中にて作品中の科学的ミスを自ら公表している。
単行本第1巻の最後のページにて、作品中のミスを手紙で教えてほしい旨を読者に伝えたところ、山のように手紙が届いたという。柳田は次の単行本2巻の巻末でこれらの指摘に対する返答を述べた（文庫版では1巻に収録）。

## ストーリー
200X年、宇宙からやってきた帝王モドキングは地球を侵略することを宣言、巨大怪獣ジラゴを地球上に送り込む。そこへ、いかにもな風貌の巨大人型ヒーローが高速で飛んできた。しかし、巨大怪獣は地上に着陸した直後に自重でつぶれ、ヒーローは音速を超えた後に自ら出した衝撃波で首を吹き飛ばしてしまった。事情が飲み込めないサモン隊員たちに、猫柳田博士は「科学の壁」の存在を教え始める。
各巻ごとにテーマがあり、第1巻は「巨大ヒーロー対巨大怪獣」、第2巻は「改造人間達の戦い」、第3巻は「巨大ロボットの戦い」、第4巻は「3大ヒーロー対大自然の脅威」、第5巻は「宇宙での戦い」となっている。なお、これらのテーマは当初予定からの変更が行われているらしく、2巻前書きで説明された各巻テーマとは異なる。

## 登場人物

### 全作品共通の登場人物
猫柳田　愛吉
本作の実質的な主人公、シリーズ中全ての巻に登場する。筆者の分身であり、作中における科学に関する説明を行う立場にあり、知識人かつ常識人でもある。山形県出身で戦中世代。
科学者として飽くなき探究心を持っており、知的欲求に忠実。何事も科学的に解釈する。それ故に一般人の感覚には受け入れられないことが多い。1巻ではサモン技術開発顧問でありマッドサイエンティストな印象が強かったが、2巻では「喫茶ブラボー」店長として余半ば世捨て人としてトオルの支援をしていた。3巻では学生時代の友人、ネッケツ博士の遺志により万能科学研究所主任研究員に着任するも、4巻では独居科学者となった。5巻では、研究費につられて再びサモンに戻り科学班最高顧問、ヒーロー課顧問になっている。右目のアイパッチ（眼帯）と長い銀髪、ベレー帽がトレードマーク（ベレー帽はサモンにいないときのみ着用）。初恋の相手は幼少時、実家の使用人であったお春。
分野を問わず様々な研究をしているが、現在は栗のイガの分化の研究に傾倒している（実際レポートを出している）。
モドキング
自称宇宙の帝王。地球の日本を侵略すべく様々な作戦を企てるが、ヒーロー達の活躍か「科学の壁」に阻まれすべて失敗。怪獣、改造人間、巨大ロボット建造など科学技術力は確かだが、いまいち科学知識が足りていない。『Dr.猫柳田の科学的青春』では幼少時代のモドキングが描かれている。容姿は地球の犬によく似ており、着ぐるみ等ではなく本物の宇宙人だと示すために撮影したレントゲン写真も犬の骨格そのものだった。好物は牛の丸焼き。

パッチー
モドキングの忠実な部下。知能はモドキングと同じくらいでゴリラに似ている。ドM。
モドキングに絶対的忠誠を誓っているが、一言多いせいかよくお仕置きされている。趣味でSMチックな拷問装置を買い集めているが、それらは基本的にモドキングがパッチーへのお仕置きに使われている。実際本人は極度のマゾヒストであり、お仕置きのたびに喜んでいる。第4巻においてはモドキング達の作戦を成功させるため、三馬鹿ヒーロー軍団の足止めに向かい撃つ行動も遂行している。
ズキン
下働きにモドキングに雇われている女の子。容姿は地球人と大差無い家政婦。モドキング達より科学的知識に詳しく、改造手術、新薬開発といった技術面でも高い能力を持つ。無知なモドキングらによく意見するため、散々な目にあっているが、逆に説明に乗じて彼らを散々な目にあわすこともある｡惚れっぽく、イケメンに弱いため毎回各巻の主人公に惚れてしまう。敵対する立場の人物に恋愛感情を抱くという特徴が、名前の由来となっている。第4巻の最終話で行方不明になっていたが、5巻にて金に目のくらんだ親によって強引に婚約させられたワルサーの手により宇宙のかなたに連れ去られてしまったことが判明した。
以上、上記3名は柳田曰く「能天気トリオ」。

### 第1巻の主な登場人物

#### サモン攻撃班
サモンとは、科学の粋を集めた特別国家防衛のための科学攻撃隊。正式名称はサイエンス・アタック・メンバーズ・オブ・ニッポン（日本科学攻撃隊、サモンはScience Attack  Members Of Nipoonの頭文字から）。本部は富士山麓の湖畔に位置する。攻撃班メンバーを除く所属する人の大半は名前の通り左門豊作そっくりとなっている。下部組織として攻撃班の他に猫柳田が最高顧問を務める科学班が存在する他、『最後の空想科学大戦!』では新たに「ヒーロー課」が新設されている。
アサハカ・ボケツ
サモン攻撃班隊長。髭の剃り跡が濃い。男のロマンを追求し非科学的な戦闘機や武器ばかりを考案するが、実用性よりも見てくれを重視する為、（文字通り）浅はかで墓穴を掘ってしまい、その都度周りの班員に迷惑をかけ、猫柳田に注意を受ける。「ガキの頃は空が高くってよ、いつも夜空を見てたもんだ。アポロ計画なんてずっと先の話さ」と言う台詞から察するに恐らく40代後半～50代ほどと思われ、脚のついたテレビを見るなり「テレビじゃねえか」と言い、ウワノやササヤキから「世代か」と言われていた。『Dr.猫柳田の科学的青春』においては少年時代だった頃の彼が登場しており、アサハカが男のロマンを追求しまくる性格となるきっかけが語られていた。
学生時代に金に目がくらんで恋人・純子を捨て、新興企業の社長令嬢（お世辞にも美人とは言えない）と結婚したが、直後に義父の会社は潰れ、本人曰く「泥沼」な貧乏生活を送っていた。子供は5人もおり、今なお妻の尻に敷かれている。
ウルワシ・キレイ
サモン攻撃班隊員。紅一点。料理好きだが、殺人的料理しか作れない。新入隊員となったヒカガク・アソブの教育係をまかされる。
ウワノ・ソラキチ
サモン攻撃班隊員。アサハカ隊長と行動を共にするシーンが多い。休日は一緒に釣りに行く仲。
ササヤキ・シンリ
サモン攻撃班隊員。眼鏡をかけており、ひ弱で影が薄い。牛乳を飲むとおなかをこわす。ウルワシ隊員に片想いするが、全く報われない。趣味は将棋だが弱く、キレイ隊員と対局して破れたり（4巻）、アマ棋院の昇段試験に毎回落ちていることも判明（5巻）。
ヒカガク・アソブ
サモン攻撃班の新入隊員。さわやかな好青年という外見からアサハカ隊長に（入隊試験も無しに）スカウトされた。その正体はウーターマン。年齢は不明だが、少なくとも3000年前から生きており、4巻で年を聞かれた時には「（人間に換算して）24歳」と応えている。4巻にて両親が登場した。

#### 大宇宙警備隊ウーター一族
ここでは4巻に登場するウーターマンの両親に関しても記述する。
ソフィー先輩
300年前から地球を守るため日本にやってきた。巨大な体のまま地球に来たが、この世界では容易に人間の姿に変わるわけにいかず、300年間穴蔵で人目を忍び暮らしてきた。初出動時に超音速で飛行したため、首を衝撃波で損傷し、死亡。東京から地面を数回バウンド後、東海道を滑走、熱海まで吹き飛び、温泉を掘り出した。
ウーターマン
地球を守るために日本にやってきた。愛称はウー。人間の姿になってこの世界に来たため、巨大化するのに時間と大量のエネルギーが必要となってしまった。そのため、海に潜って魚をむさぼり食う等の方法で、9時間28分かけて巨大化する。しかし3分後には細胞がいっせいに壊死し、大量の垢を撒き散らして元に戻ってしまう。ただし、3分間の時間制限は地球上のみで、宇宙空間では無制限の設定（5巻）。この方法により地球では著しい被害が出ており、1巻では湖一つを滅ぼし、4巻では東京湾と琵琶湖の生態系を破壊しつくした挙句商店街で大量の食い逃げを行い、5巻では焼肉屋を梯子して何件も潰した上に花形号の全食料を食いつくした。
掛け声は「ウー」と「ター」ばかりだが、口の部分は人間と同じなので会話もできる。実戦経験に乏しく地球にくるまでは内勤だった。
必殺技はウータニウム光線だが地球上では全く使えない。高さ50メートルの津波を食い止めるために海上要塞「レイジングポセイドン」を引っこ抜き止めるという怪力を見せており、4巻あとがきによれば900万トン（自重の250倍以上）の錘を持ち上げるのに匹敵する腕力を有する。
ピクルス
変身時間を稼ぐためにウーターマンが召喚したカプセル怪獣。周囲の建物などを吸収して具現化する。尻尾を失ったウナギングに挑むも逆にボコボコにされて敗北し、被害を拡大させた。
ウーターマンの父
4巻に登場したウーターマンの父親。身長45メートル、体重4万トン。髭や腹巻のような部位が存在する。妻と共にモドキングにそそのかされ、地球に降下した。頑固者で呑気な性格で、必殺技「グレート・ファーザー光線」はウーターマンもトラウマになるほど強力とのこと。
人間に化けて社会に入り込む行為を「軽薄」と断じており、ウーターマンがヒカガクに戻ると激怒して御仕置を加えようとしたが、直前で人間態になってしまい、ヒカガクに非難されそうになるや否や「やはり若いものの考えることなど軟弱よ!」と開き直った。最後は妻と共に関東沿岸の魚介を食い尽くして宇宙に逃走し、モドキングに仕返しをした。本人曰く30時間は巨大化したままいられるとのこと。
人間態は頭がハゲた固太りの老人の姿。
ウーターマンの母
同じく4巻に登場。身長40メートル、体重4万トンとやや太め。息子に対して甘い一面がある。夫以上に呑気で物分かりが悪い。
人間態はややぽっちゃりした中年女性。

#### 怪獣
ジラゴ
モドキングが最初に用意した怪獣。身長50メートル、体重2万トン。しかし、召喚した瞬間に地球の重力に耐えきれず体が圧潰、地面に叩きつけられて即死した。
身長・体重や名前も含めて元ネタはゴジラ。
ピラミッドン
モドキングの用意した怪獣第二号。その名の通りピラミッドのような体型で、骨を強化した四面体型の怪獣。アサハカ曰く「（名前が）そのまんまじゃねーか!!」。その体型のため自重には耐えうるものの、足が短すぎて亀よりも遅い機動力しか有しておらず、ロクに動きもしないままSAMONのミサイル攻撃で爆死した。
残骸はSAMONに回収され、猫柳田が自身の巨大化のために横領していたが、ウーターマンの変身養分としてすべて吸収されてしまった。
ラメガ
非常に軽量な亀型の怪獣。亀とは思えない程身軽な動きを持つが、軽すぎて腕力が全く無く、走れば甲羅が揚力を生んで宙に浮く。このままでは何の役にも立たないと判断したモドキング一味に回収され、石油を呑んで火を噴くことが出来るように改造された。再び東京に襲来した際には、東京タワーによじ登って全方位に火炎を吐きまくることで東京を火の海に変えたが、ガス欠に際しモドキングが石炭を食わせたせいで、体内で火が燃え移って爆死してしまった。
スモラ
蛾型の怪獣。幼少期は子犬程度の大きさで非常に可愛らしい外見だが、植物を食べることでわずか数日で巨体に変貌する。キレイ隊員から「ピーちゃん」と名付けられ可愛がられるがあっという間に巨体に成長し、怪獣を「都会で」撃破することにこだわったアサハカにより東京まで空輸され、東京タワーに繭を張って羽化する。
成虫になってからは秒速400メートル、3万5千トンの物体をも吹き飛ばすほどの爆風をまき散らしながら羽ばたいて、帰巣本能の赴くままに卵から孵った森を目指す。しかし蛾の本能の為走光性を持ち、湖に沈んだウーターマンの眼とタイマーに引き寄せられ溺死。ヒカガクにより生態系が破壊された透明な湖の中で、分解されることも無く永遠に保存された。
元ネタはモスラ。
ウナギング
モドキング達の最終兵器。デンキウナギを改造した怪獣で、尻尾を絡みつかせることでウーターマンを一撃で撃破するほどの高圧電流を放つ。しかし、放った後は尻尾の対組織が電気分解によりズタズタになるため一旦トカゲのように自切し、再生するまでは四つん這いで歩くことになる。しかしその姿でも自衛隊やSAMONの攻撃をものともせずに進撃し、日本各地の発電所を破壊して回った。性格は人間臭く、「原子炉を破壊しろ」という無茶な要望に対して「そんなことしたらワシまで被曝してまうやないか、ワシまだ結婚前でっせ。そこまでするのもえげつないわ、電気止めるだけでえーやろ」などと冷や汗を垂らしつつ関西弁で拒絶していた。2度に渡りウーターマンを破るも、3度目の正直とばかりにウーターマンの捨て身のカルシウム光線を零距離で受け、核爆発を起こして粉々に消し飛んだ。

### 第2巻の主な登場人物

#### 喫茶ブラボー関係者
リフジン・トオル
25歳→27歳。1巻ラスト、ウーターマンとウナギングの最終決戦後、猫柳田を連れ出した人物。常に険しい表情をしており、悪を許さない熱血漢。タンデムシートに誰も乗せない主義の硬派を気取っているが、年相応にスケベである。彼もまた科学的知識に疎い。
2巻冒頭で「地球全生物ぶん殴り計画」の最中であったモドキング一味を崩れかけた都庁を倒壊させ下敷きにしようとするが失敗、反対側に倒して余計に被害を甚大化させた。後述の怪人ギャラクティカ男に殴られ、モドキングのUFO（搭乗者はズキンのみ）まで殴り飛ばされる。その後、「一時間後生存確率0.0001%」だったところをズキンが強化手術を施し蘇生させる。しかし改造させられたせいで餓えに苦しみ、横暴な態度に憤激したズキンによりUFOから投げ落とされてしまった。本人は改造手術を『タダで手に入ってラッキー』と思っており、人間でなくなったことをまったく気にしていなかった。
都庁崩壊事件により指名手配されてしまったため、強化スーツと超緩衝ヘルメットを装着。仮の名を名乗ろうとした際、ギャラクティカ男に「仮名ライダー」という呼称を与えられ、以後定着してしまった。強化手術によって得た超人的パワー（推定で全国男子平均の10倍の力）を利用してモドキング一味の野望を阻止しようとする。その怪力たるや張り手一発で喫茶店のドアを蝶番ごと引き千切り、金属製の拘束具や冷蔵庫の扉をいとも簡単に破壊し、巨岩やオートバイをぶん投げて水切りが出来るほど。体も極めて頑健であり、雲より高い高空から突き落とされようが、ゾウ用のギャラクティカパンチを受けようがまるで応えない。超人的パワーを得るために大量の食事を必要とし、その食欲も常人の10倍。
改造手術の副作用で老化が異常に早くなり、2巻終盤以降は見た目はもちろん、ジジ臭い言葉で話し暇さえあれば盆栽づくりに明け暮れるような完全な老人となってしまう。ただし、前述したように肉体に引っ張られる形で、精神年齢が完全に肉体相応になっているため自分が老いたことをほとんど気にしておらず、改造手術の恩恵で超人的パワーも未だ健在である。
愛車はローンを組んで購入したバイクローン号。猫柳田の改造によりマッハ1を叩き出せるスーパーマシンとなる。
手先も器用になったのか、4巻ではバイクローン号にアタッチメント「ミズグルマシーン」を付けて水上を走れるようにしたり、津波を弾き返すために海に潜って壁を作ったりしていた。

サラワレ・ヒメイ
喫茶ブラボーの看板娘であり、店が軌道に乗ったのも彼女（主に容姿）の貢献によるもの。トオルの異常な食欲のため、料理の手を休める暇がない。2巻ラスト、脳味噌エリート男の凶行を食い止めるべく猫柳田に代わって自らを犠牲にする道を選んだ、老人となってしまったトオルの姿に落涙している。
4巻では独居科学者の猫柳田の助手となっている。喫茶店時代の感覚が抜けず、しばらくは猫柳田を「マスター」と呼んでいた。作中数少ない常識人で科学的知識もあり、猫柳田不在時、3ヒーローに的確な指示を出した。前述の一件もあってかトオルが老けたままであることがよほどショックだったらしく、顔を合わせる度に若い頃の彼の写真を見ては嘆いている。この非常に失礼な悪癖に対して一度はトオル当人から止めるように頼まれたこともある。

#### モドキング側の改造人間
エリート脳味噌男
トオルの幼馴染のエリートエンジニア、ホリノ・タツローの改造後の姿。モドキングの「全エリート悩殺計画」の被害者となった。改造前は（トオルがイヤミったらしく語るところによれば）頭が良く、スポーツも出来て、善行を心がける眼鏡の好青年。外見的にはやや太目で低身長の素朴な青年だったが、改造後は特徴的なフレームの眼鏡をかけ悪人面となっている。改造された頭脳によりスパコン並みにクールになったが、性欲の除外だけはできていなかった。モドキングに代わってさまざまな地球征服計画を立案・実行する。
前述の計画で被害にあったことを相当根に持っていたらしく、最終的にモドキングを裏切り、ズキンと共に世界を支配しようとした。が、そのズキンにかけられたテロメラーゼ（の溶液）により赤ん坊にまで若返ってしまった。彼のほかにもモドキングに捕らえられ、超人的な能力を得た改造人間が数多く登場する。

ギャラクティカ男
作中怪人第一号。「地球全生物ぶん殴り計画」実行の為に改造された。黒目の無い目に険しい表情、筋骨隆々とした体、肩の後ろから煙の出ているノズルが複数本伸びている。胸のダイヤルでパンチ力の調節が出来、対人間用から牛用、ゾウ用、クジラ用、MAXまで五段階に設定可能。対人間用のパンチで体重70キログラムの人間を10メートル吹っ飛ばし、MAXで最大瞬間速度マッハ20のマッハパンチとなる。殴る際に「ほわたたた」と叫ぶ癖がある。
改造により思考がとにかく他者を殴ること一辺倒になってしまい、殴れないとストレスが溜まり精神的に参ってしまい、「殴らないから出ておいでー!!!」という見え透いた嘘まで叫んでいた。そのため、計画実行から程無くして人間達から逃げられるようになり、モドキング達の提案で代わりに動物園の猛獣を総当たりで殴ってみたりしていたが一向に気が晴れず、満を持して彼に戦いを挑みに現れた仮名ライダーには「殴っても良いんだな？」「お前良いやつ」と心から喜んで見せた。しかしいざヒーローらしく戦おうとして科学的にドジをしてばかりで拍子抜けの彼に段々イライラし、ついにダイヤルMAXの状態で殴ろうとする。展望台から飛び降りキックを放とうとする仮名ライダーを迎えうつようにMAXパンチを放つが、仮名ライダーは地球の重力で想定より手前に転落し、一方彼はパンチの助力で遥か上空まで飛び去り摩擦熱で燃え尽きてしまった。
のちに再生怪人の一体として登場するが、ロケットを破壊しようと殴りかかったものの間に合わずロケットブースターに巻き込まれてしまった。
なお、このパンチの威力を実現する筋力は科学的には実際は500キログラム超の筋肉達磨のデブ体型でなければならないが、そうなるとまともにパンチを放てないことと漫画的演出の為に普通の筋肉質体型となっていることを解説で陳謝している。

ビューティフル女
「全エリート悩殺計画」の為に改造された怪人。「ビューティフル女様」と他のメンバーに呼ばれるリーダー格を筆頭に四人で構成されている女性怪人。
仮名ライダーとの決戦を見る限り身体能力等はそれなりにあるが、外見上はほぼ普通の人間の女性と変わらない。前述の計画のミニスカートによるチラリズム等によりのちのエリート脳味噌男であるタツローも含めエリート男性を骨抜きにし、日本国内の企業や機関に大打撃を与えた。
トオルともお互いの正体を知らない時に出会い色仕掛けをしてみせたが、性欲より食欲が勝った彼にプライドを傷付けられる。のちに彼の正体を知り、モドキングの仮名ライダー餓死作戦提案を蹴り正々堂々色仕掛けで骨抜きにしてみせると決意する。その後、道端で仮名ライダーを誘い出し、あえて食事を与えて満腹にした上で決戦を挑む。躊躇いなく超人的身体能力でスカートの中を覗き見ようとする仮名ライダーに対し、あくまで見せない鉄壁のスカート振る舞いで彼を圧倒。次第に仮名ライダーはまた空腹に陥るも、駆け付けた猫柳田達の簡易風力発電プロペラを背負い再起。しかし、プロペラが邪魔過ぎて思うように動けず（スカートのぞきが不可能）、絶体絶命となる。その後、仮名ライダーが間違えて逆風スイッチを押したためプロペラが強風を送り出し、ビューティフル女達のスカートをめくらせ彼女らの股間のメーター装置を露わにしたことで彼女らは敗北を悟り勝手に自爆した。これを知ったモドキング一味に囚われていたエリートたちは憤激して襲い掛かり、呆れ返ったズキンにより全員UFOから蹴り落とされた。
モドキング一味内ではモドキングにも色仕掛けで高級品等をおねだりし、それが通る程デレデレされ、ズキンからは嫌な女と思われており、同様にビューティフル女（リーダー格）もズキンを野暮ったい女と見下し犬猿の仲であった。自爆した時にはズキンから大爆笑されている。再生怪人として唯一登場しない（エリート脳味噌男が彼女らにトラウマがあり再生させたくなかったため）。

ガッデーム男
ヒメイの憧れの先輩である学生時代の先輩の男性、陸上選手の大山が改造された高速での行動が可能なスピード怪人。高速道路をマッハ1で走るバイクローン号を追い抜ける速さで走行可能であり、加減速も容易。
エリート脳味噌男提案によるすべての行動があと一歩の残念なところになってしまう「日本総残念化計画」の被害者達の暴動「残念会」をより残念な結果にする仕上げの妨害のため、東京ドームでの集団蜂起に向かわされる。しかしバイクローン号があまりの速度にブレーキが利かず先に残念会の集会妨害をされてしまい、挙句その妨害を自分のせいにしてきた仮名ライダーの暴挙によりやり場のない怒りでそのまま戦いを挑む。
最初は高速移動で仮名ライダーを翻弄するが、仮名回し蹴りを受けた際その場でしゃがんで避けようとし、早く行動し過ぎた結果まだ頭上を通過していなかった回し蹴りをもろに食らいそのまま吹っ飛ばされる。最後にヒメイに駆け寄られ、トオルが彼女の恋人だと思っていたこと、ヒメイのことが好きだったことを明かし、ヒメイが誤解を解きむしろ大山が好きだったことを伝えられると「それを早く知っていたら…」と無念そうに自爆した。
のちに再生怪人の一体として登場。しかし早々に裏切りヒメイと和解しかける。が、自分達の事も大事だが世界の危機を救うことを優先しようとしたヒメイにショックを受け、走り去って彼方で自爆した。

鉄腕エース男
マッハ20で鉄球を彼方まで投げられる野球怪人。元の人間は日本プロ野球チーム「ジャイヤ～ンズ」のエースピッチャーであった金星 兵馬（きんぼし ひょうま）。ど根性投手であり、非常に暑苦しく涙もろい性格で、猛烈な努力家。『巨人の星』の大ファン。
「日本総残念化計画」により記念球が台無しになり自宅で落ち込んでいたところを来訪したエリート脳味噌男の口車に乗せられ養成ギプスを着たところで電流を流され失神、拉致され改造された。その後野放しにされしばらく改造された事にも気付いていなかったが、復帰試合で投げた豪速球で受けたキャッチャーと巻き込まれた球審をスタンド壁まで吹っ飛ばして死亡させ、その場でチームを解雇されてしまう。その後紆余曲折を経てモドキング一味に加わり、東京を中心に各地に空から鉄球を振らせ、日本中の自治体を脅迫攻撃する怪人として暴れ回る。しかし自分の球を受けてくれる相手がいない事に一種の空しさを感じていた。ズキンに惚れていたが、彼女からは暑苦しくてうっとおしがられている。
伊万里市に攻撃をかけるも、バッター訓練をした仮名ライダーに鉄球を打ち返され、ライバル宣言をしスポーツマンシップに乗っ取り特製の楕円形球場にて速球打ちを申し込む。
初球、マッハ63もの速球をたまらずほぼバント状態で受けた仮名ライダーの内野フライで鉄腕エース男の勝利と思われたが、楕円形球場の効果で自分に跳ね返ってきた鉄球に胸を貫通され死亡、逆転勝利となった。エース男はズキンが無事だったことを知ると満足げに爆死し、その死はズキンからも悼まれた。
のちに再生怪人の一人として登場。再度仮名ライダーに野球を挑むも「今はそれどころじゃない」と言われ、ライバルがいないなら自分はいてもしょうがないと泣きながら走り去り彼方で自爆。

カラーレンジャー
熱血漢、ニヒルな男、デブ、子供、若い女の5名で構成される怪人軍団。コスチュームはあからさまに『スーパー戦隊シリーズ』の戦隊のそれであるが頭部はヘルメット等を特に被らない。代わりに顔が各々赤、青、黄色、緑、ピンクに変色する。
彼らはモドキングを崇拝するように仕組まれたウイルス「カラーウイルス」の保菌者達であり、科学的にどれだけ強い一個人でも物理的に勝てない五人で一人を殴ることで人間を感染させていく。感染したものは大元の彼らと同じように顔が変色し5人一組で行動・ポーズを決めるようになっていく。科学的に凄まじい速度で日本人を感染させていき、一時はモドキングの世界（実際にはその地点では日本国民だけだが）征服完了と敵味方共に思われたが、実はウイルスやそれに感染した脳に個人を見分けるようにする力等は科学的にあり得ず、モドキングのロケット形状のヘルメットを崇拝対象とするのが限界であった。そのため、気取って豪勢な王冠を被ったモドキングの失態により暴動が起き、またトオルや猫柳田、SAMONの基地兵器の力で開発したワクチンを空中散布したことにより感染者全員が完治した。

### 第3巻の主な登場人物
この巻に登場するメンバーは、『Dr.猫柳田の科学的青春』に密接な関係がある人物が多い。

#### 万能科学研究所の関係者
ミヤビ・シズカ
万能科学研究所ミヤビ所長の一人娘。黒髪ロングの女子高生（高1）。典型的なアニメ・マンガ等の非科学的なロボット好きであり、本来なら歩かせるだけでも一苦労な巨大人型ロボットにロケットパンチや空中飛行、人工知能の搭載等の夢見がちな巨大ロボットの製作を主任研究員となった猫柳田に依頼し困らせる。
高飛車な性格で典型的なお嬢様タイプ。モユルをアッシーとして使っている。幼馴染でライバルのスミレに財力にものを言わせられ幾度と無く辛酸をなめさせられており、いつか見返そうと躍起になっている。
ネッケツ・モユル
天才科学者であったネッケツ博士の息子。18歳→19歳。万能科学研究所アルバイト職員。車と名のつくものならなんでも操縦できる天才的な指捌きを誇る。巨大ロボ・カガクゴーの操縦者となる。夢はシズカをカガクゴーの助手席に乗せること。旧車マニアであり、研究所所長が所蔵するクラシックカーのステアリングを握ることを至上の喜びとする。
このシリーズの3ヒーローの中では唯一生身の人間である。したがって、4巻第3話冒頭で他の2人に缶蹴りで負け続けたのは仕方のないことである。同じ4巻の第8話でのみ、泣きながら走って体当たりし壁を突き破るという常人ではなしえない技を行っている。
ネッケツ博士
万能科学研究所研究員。本名ネッケツ・サワグ。世界最強の超合金・STM（スーパー・チタン・モリブデン）鋼を発明。巨大ロボ・カガクゴーを開発中に心臓病で亡くなる。猫柳田とは学生時代からの友人だった。特撮やアニメなどの非科学的な内容を100以上見つけて「子供達が間違った科学を（学んでしまう）」と番組に電話抗議したくなるほど科学的にきっちりしていないと気がすまない性格。その性格は日常にも現れており、私物の全てに名前を書くほど几帳面。
ミヤビ研究所所長
ミヤビ・シズカの実父にして万能科学研究所所長。娘からは「お父様」と呼ばれる。STM鋼のデータを狙いモドキング達に研究所を毎度襲われることになってしまった。しかしモドキング達のニセカガクゴーによる同研究所による犯行と思わせた日本への破壊行為に逆に日本政府が早々に降伏してしまい、地位が「万能科学国国王」となってしまう。

#### トラディショナル重工業の関係者
アヤノコウジ・ミツル
トラディショナル重工業社長。モドキングに洗脳され、「巨大ロボット進行大作戦」のロボット開発を手伝うことに。洗脳後は何故かギクシャクして意味不明な行動を取ることもあった。妻を亡くしたこともあってか、極度の親馬鹿で、自社の開発したものには必ず娘のスミレの意匠・デザインを入れている。時にはそのスミレを模したロボットがカガクゴーに蹴散らされる様を見ていられずロボットを助けようとしたりと洗脳を越えた行動もしている。スグルともども金もうけに目が無く、洗脳後もモドキングの地球征服計画による日本の情勢混乱に乗じて国内総業トップシェアの立場から利益をがっぽりと得ている。
学生時代にアメリカに留学し、恋人もいたが、引き離されてしまいトラウマになっていた。その後妻と結婚しスミレを授かるが、物語開始時点で既に先立たれている。なお、彼の学生時代は『Dr.猫柳田の科学的青春』シリーズにも描写されており、「シオドキ重工業の御曹司」であり、「アヤノコウジ家と政略結婚するために跡取り娘・ハナエの婿養子となった」ことが判明している。
アヤノコウジ・スグル
ミツルの弟でトラディショナル重工業副社長。眼鏡をかけた小男。ミツル同様に洗脳されて計画を手伝うことになる。なお、彼ら以外にも多くの役員も洗脳され、研究を手伝うこととなった。
アヤノコウジ・スミレ
トラディショナル重工業社長アヤノコウジ・ミツルの一人娘。性格はわがままかつ意地悪で、幼い頃から親の財力と科学力を動員してシズカをコケにしてきた問題児。しかし、実際はただシズカと遊んでいたいだけだった。
アヤノコウジ・ハナエ
トラディショナル重工業の社長夫人であり、ミツルの妻。トラディショナル重工業は彼女の家系がミツルの会社を吸収して誕生した企業である。ミツルと結婚するために親友であるミチルにあの手この手で嫌がらせをし諦めさせたり、ミチルの家に遊びに行った際にも「一流のものしか口に合わない」との理由からおもてなしを受けずに自らケーキとティーセットを持参するなど、性格はスミレ同様にわがままかつ意地悪である。
本編では故人であり、ミツルやスミレの話にしか登場しなかったが、『Dr.猫柳田の科学的青春』シリーズにて1話のみ登場した。

### 第4巻の主な登場人物
次々と新しい人物が登場する1〜3巻と違い、4巻はオールキャストの名目で3巻までの登場人物が再び登場するため、既存のキャラクターはここでは割愛する。
お春
猫柳田が少年時代に憧れていた使用人。15で嫁に行き、お里の便りも絶え果てたため、猫柳田にとっては少年期の淡い初恋でもあった。その面影が偶然ズキンの変装に似ていたため、猫柳田が富士山噴火作戦に参加することとなった。
現在では既に猫柳田以上の高齢であるが、正義感の強さは健在で、愚行に走った猫柳田に平手打ちを入れ一喝した。ひ孫には猫柳田のような立派な男になることを願い「愛吉」と名付けている。
サニー
スグルが米国に留学していた折の恋人。そばかすの似合う金髪美少女であったが、親の政略結婚のため別れ別れになっていた。その面影がズキンの変装に似ていたため、スグルが富士山噴火作戦に参加することとなった。
現在ではふくよかな体型の婦人で、愚行に走ったスグルをムチでシバき倒した。
純子
アサハカの学生時代の恋人。純粋で清らかな美少女であったが、金に目がくらんだアサハカに捨てられてしまった。その面影がズキンの変装に似ていたため、妻に愛想が尽きたアサハカが富士山噴火作戦に参加することとなった。
現在でもあまり外見が変わっておらず、愚行に走ったアサハカと富士火口への心中を言い放ち改心させた。

### 第5巻の主な登場人物

#### ワルサー軍団
ワルサー総統
4巻の巻頭巻末に登場した影の正体。宇宙艦隊を率いるワルサー一族当主であり、エリートらしくプライドがとても高く、コケにされるとキレてしまい、本性を現すと目が血走り牙を剥く。理知的でスタイリッシュを気取っているが、ヒーローたちから「悪さをするからワルサー」というネーミングセンスに大爆笑される。嫌がるズキンと結婚するため、地球侵略を目論む。一夫多妻であり、妻が930人（いずれも地球外生命）いる。最後はモドキング一味の造反により戦力を失い、怒りに任せてブラックホール発生装置で地球を破壊しようとするも、花形号の下敷きになってブラックホール発生装置共々宇宙に消えた。

手下のロボット
どれも左門豊作に似たマヌケな外見をしている。ズキンにスープを注がれてぶっ壊れるなど非常にお粗末な作り。
キングラララ
名前を笑われ激怒したワルサーが放った巨大怪獣。ウーターマンの数倍はある巨体を有した五つ首のドラゴン。宇宙で活動するため体の穴という穴を全力でふさいでいるため、呼吸もままならず長く活動できないという欠点があり、ウーターマンのしょうもない一撃で窒息死した。
元ネタはキングギドラ。
メートル
ワルサー軍というより、モドキングが作った改造人間。アルコールを飲むとメートルが上がり戦闘力が高まる。足に電磁石を内蔵しており、無重力の艦内でも床に足を固定することで安定した攻撃を繰り出せる。帽子にミサイルや酸素ボンベを内蔵している他、手に持つ鞭を武器としている。宇宙での闘いに慣れていない仮名ライダーを追い詰めるが、アルコールと酸素を用いた火炎放射でトドメを刺そうとした時、バランスを崩して自爆した。

## 登場メカニック

### SAMON及び万能科学研究所
サモンホーク1号機
最新鋭戦闘機。ピラミッドン迎撃のために出撃したが、滝の裏から発進したため水圧で叩きつけられて発進直後に滝壺に転落し大破した。
サモンホーク2号
マッハ5の移動速度を誇るロケット型戦闘機。プールの真下から発進しようとしたせいで、降り注ぐ水で横倒しになりそのまま航行不能となった。
サモンホーク3号
ラグビーボール型の胴体が特徴的な戦闘機。ミサイル発射台のような仰角の巨大滑走路から発進したせいで、十分な加速を得られず離陸直後に墜落して大破した。
サモンホーク4号
主力戦闘機。初号機はミサイル発射機能が故障したためピラミッドンと相打ちになり、以降もアサハカの無茶な戦術により機体横のナンバリングが増え続けている。
サモンホーク5号
分離合体機能を保有する戦闘機。しかし、合体後は1機分のノズルでしか機体重量を支えきれなかったため、一瞬で燃料を使い切って墜落した。
バイクローン号
リフジン専用バイク。36回ローンで購入したためこの名前になった。『1』の終盤で猫柳田を救出した際に初登場。当初は時速300キロメートルで走るバイクだったが、ギャラクティカ男を倒す際にリフジン自ら都庁に突っ込ませて大破。その後、猫柳田により改造された。
ガッデーム男迎撃の際に再改造が施され、『仮面ライダーBLACK』のロードセクターのように風防のある形状に変更。最高速度はマッハ1、全長3.25メートル、重量600キログラム。『4』で登場した際には初期デザインと再改造版で使い分けが可能となっており、後者はヒメイがアンプロボに突撃した際にも使用された。
カガクゴー
ネッケツ・サワグ博士が開発した巨大人型兵器。全長17メートル、重量160トン。ネッケツ博士がある計画の下開発を進めていたが、完成する前に博士は病気で死んでしまう。
1年後、万能科学研究所に攻めてきたモドキングのロボットに対抗するため、猫柳田たちは格納庫に向かったが、そこにあったカガクゴーは世界最強の金属「STM（スーパー・チタン・モリブデン）鋼」で出来た板を貼り合わせただけのただのがらんどうだった。猫柳田はシズカの要求で、さまざまな機能を内部メカとともに与えていく。なぜ内部をがらんどうにしていたのか、その理由とメカニズムは、終盤で判明する。
キングカガクゴー
猫柳田が解読した真なるカガクゴー開発プランを元に建造された、身長500メートル・重量170万トンの超大型兵器。その正体はSTM鋼の鎧を外骨格とした、巨大な人造筋肉の塊であった。本来ならジラゴのように自重で圧潰しかねないほどの巨体であるが、強靭なSTM鋼により守られ、いかなるロボットをも超越するパワーとスピードを保有する。ただし、細胞はウーターマンシステムと同様に非常に短命なため、一定時間おきに巨大なヘリコプターから培養液を浴びる必要がある。
オダイジン軍団との決戦でモユルとシズカが搭乗し5対1でも圧倒するものの、合体したアンビリバボ・オダイジンにより苦境に立たされる。しかし、アンビリバボ・オダイジンが誤ってヘリを破壊したため大量の培養液を浴びてしまい、一瞬でアンビリバボ・オダイジンを破壊、超巨大化して制御不能に陥る。最後はズキンが残った培養液を使って海に誘導したことにより、海水に剥き出しの筋肉が触れて自壊していった。
海上要塞レイジングポセイドン
『4』で登場したSAMONの海上要塞。東京沖合に建造された、レーザー戦闘機、ミサイル攻撃機、重爆撃機等を合計3,000機搭載した三層構造の要塞。自衛用のレーザー砲を装備。しかし、機体は全て有人機だったため、全員が乗り込んだとしても2,996機は使い物にならない欠陥構造だった。モドキングの津波攻撃で全機破壊された末、ウーターマンにより防波堤にされて完全に崩壊した。
花形号
『最後の～』で登場したSTM鋼製宇宙戦艦。元々はオーソドックスな宇宙船風のデザインになるはずだったが、アサハカの設計図改竄により戦艦そのものの形状に変更され、全長3,600メートルもの超巨大ロケットブースターにより発進した。内部は完全無重力であり、遠心力による疑似重力を作るほかない。
全エネルギーを結集して発射する艦首「花形砲」を何の安全対策も行わずにアサハカが起動させたため、反作用で吹き飛んでいき、キングキャッスルに突き刺さって航行不能となる。

### モドキング一味
円盤
モドキング一味の乗艦。灰皿を逆さにしたようなシンプルな外観であり、80トン級の怪獣の輸送なども可能なほどの飛行性能を有する。頻繁にカガクゴーやアンプロボなどに衝突しているが殆ど損傷はないなど、極めて頑丈。人工太陽やアイスゴンの本体などがめり込んだ際にも乗員が暑い、寒いとパニックになれど外観に殆ど変化はなく、ウーターマンを倒せる静電気を食らったりしても乗員が感電したものの外観に殆ど変化はなく、最後まで破壊されることが無かった。
超大型核ミサイル
『4』冒頭で使用された2,000メガトン（世界最強ツァーリ・ボンバ級水爆40個分）の火力を持つミサイル。アステロイドベルトでモドキング一味の発見した直径100メートル・質量360万トンの小惑星を爆砕、隕石の雨を降らせるのに使用された…のだが、爆破地点が遠すぎて10メートルの隕鉄1個しか到達せず、その事を知ったモドキングとパッチーは「あれ一発で簡単に地球制服できた」と泣き喚いて後悔していた。
この隕鉄はマッハ40という驚異的な速度で飛来、三バカヒーローの対応が最悪だったがために対流圏でバラバラに砕け散り、結果的にモドキングの青写真通り無数の流星群が東京23区周辺を襲う羽目になった。
人工太陽
直径30メートルの人工太陽。内部に強力な原子炉を搭載し、表面気温は130万度、同面積での太陽の16億倍のエネルギーを放射する。エネルギーはオンオフの設定が可能なようで、普段はモドキングの円盤から宙吊りにされている。
当初はモドキングとパッチーの無知により「北極の氷を溶かして災害を引き起こす」という効果の薄い作戦に出たが、ズキンの指摘を受け（猫柳田の危惧した陸地への熱攻撃を行わずに）太平洋を素通りして南極へと移動、南極の氷を全て溶かし地球全土を大津波で襲おうとした。猫柳田の見立てによれば1週間で南極大陸すべての氷を溶かし尽くせるそうだが、あまりに強力な熱を放ちすぎたせいで猛烈な上昇気流を生み、仮名ライダーの乗っていたミズグルマシーンが円盤に衝突、そのせいで墜落した円盤の下部にはまり込んでしまい、一味は這う這うの体で逃走し地球の危機は去った。
人工カミナリ発生装置
上部にモドキングの円盤と合体した発電機、下部に黒雲に偽装した気球を備えたマシン。上下は絶縁体の支柱で固定されており、その内部にある巨大ゴムベルトを回転させることで気球にプラス電気を蓄電させ、人工雷を起こす。上部に溜まったマイナス電気はアンテナから放出する。蓄電に時間がかかるため、落雷を連発できないのが弱点。
東京西部にある都市の主要施設に次々と雷を落とし、3大ヒーローやSAMONも（彼らの自滅同然だが）退けてみせた。しかし雷を落とし過ぎたせいで周囲の空気が乾燥し、アンテナからマイナス電気を放電できなくなった為、蓄積した静電気に引っ張られて下向きになったアンテナから円盤に電流が流れ始める。モドキングはアンテナを切り捨てて状況を打開しようとしたが、却ってマイナス電気の蓄積を招き、強力な静電気の引力に耐えられなくなった支柱が折れたことで気球と円盤が激突して自滅した。
深海爆薬
レイジングポセイドンの破壊及び東京の壊滅のために、モドキング一味が深海で起爆させた大量の機雷。最終的に高さ100メートルの超巨大津波を発生させるに至るが、ウーターマンによりレイジングポセイドンの残骸を防波堤にされ東京には何らダメージを与えなかった。
冷凍怪獣アイスゴン
京都を襲撃した、球状の胴体から三つ首が生えたような姿をした怪獣。正体はモドキングの作り出したロボットで、ドライアイスにロボットの首とハリボテを被せただけ。口から強力な冷気を放つうえ、二酸化炭素は空気より重いため、攻撃により大規模な酸欠を引き起こす。口を閉じることで二酸化炭素の膨満により宙に浮くことも出来る。
極低温と二酸化炭素の放出によりヒーローたちを苦しめたが、二酸化炭素の昇華に巻き込まれて吹っ飛んできたカガクゴーが直撃したことで円盤が落下し、ドライアイスに円盤がはまり込んでしまったことで完全に破壊された。
アンプロボ
巨大なスピーカーを搭載したトライポッド型の兵器。1億Wのスピーカーを内蔵し、全方位を爆音で攻撃する。パッチーのミスによりキレイ隊員にアンプが拾われ、シャワーや排せつに至るまで、彼女の生活音を全部街に流してしまった。その声を聞かんがために三バカヒーロー含む町中の男たちが殺到し、モドキングとパッチーまでもが調子に乗るが、ブチ切れた猫柳田愛吉と女性陣のトリプル攻撃により完膚なきまでに破壊された。
富士山掘削用マシン
富士山火口に孔を開けて噴火させようという計画に、勝手に色香に絆されて参加した猫柳田・ミツル・アサハカが協力して建造した巨大掘削機。かき氷器のような形状をしており、シールドマシン（猫柳田）・ボーリング（ミツル）・ミサイル（アサハカ）という三人の意見を取り入れた代物。最終的に三バカヒーローにより破壊され、発射されたミサイルはメカパッチーと共に富士演習場上空で爆発した。
メカパッチー
パッチーが少ない給料を密かに積み立てて建造していた夢の結晶。カガクゴーに匹敵するサイズを有するパッチーに酷似した姿のロボット。ズキンに横恋慕する三バカヒーローを足止めしようとパッチー自身が乗り込み出撃するが無視され、最後はアサハカが富士山人工噴火のためにドリルマシンに仕込んでいた誘導ミサイルに巻き込まれて爆発四散した。

### トラディショナル重工
ブルドーザン
トラディショナル重工業作成の戦闘ロボット第1号。メインパイロットはパッチー。下半身が戦車型になっており、遠心力と重量に物を言わせた長い腕のパンチで建物を薙ぎ倒す。重心が高すぎるため自転車以上の速度を出すと横転してしまうが、なんと原子炉を搭載しており迂闊には手が出せない。
万科研を襲撃するがクレーン車で操られたカガクゴー（装甲だけで中身はスカスカ）に抱きつかれて拘束され、最後は底なし沼に突き落とされて沈んで行き、沼も放射能汚染を危惧した万科研によりコンクリートで埋められて封印された。
スミレスパイダー
戦闘ロボット第2号。スミレの自画像（生首）の下から8本の脚が生えた他脚戦車型の姿をしている。モドキング曰く「カッコ悪いぞ!!」。
主な武装は口から放つネットボムと、強風を放つファン。これを使い、複雑すぎる操作（未完成のまま出撃したのでAI無しの完全マニュアル制御）に悪戦苦闘するカガクゴーを葬り去ろうとするが、自滅してしまう。
スマイルゴールデンキャンディー号
元々計画されていた実用性を重視した「戦車にスミレの顔を付けただけの醜いロボット」の設計図を見て呆れ返ったスミレが勝手に書き換えた設計図を基に作られた、戦闘ロボット第3号。本当に設計図そのままの姿で製作されたため、少女漫画の登場人物のような猛烈に巨大な頭に加えてガリガリの痩身という、見るからにバランスに適していない（モドキング曰く「カッコ悪ーッ!!」。しかし元のデザインのただの戦車型にもモドキングは乗り気ではなかった）ボディになってしまった。
その弱点を補うべく100体も量産され、スクラムを組んで安定性を確保、口からのレーザー光線での集中砲火を武器に万科研に襲撃をかける。しかしその細すぎる体型は全く格闘戦に向いておらず、たちまち80体がカガクゴーに破壊されてしまう。これでは無理だと一旦距離を取り、レーザーでカガクゴーの補給ケーブルを切断し優位に立つものの、最後はそのバッテリーを搭載した装甲車そのものに跳ね飛ばされてしまい瞬く間に全滅した。
ニセカガクゴー
戦闘ロボット第4号。スマイルゴールデンキャンディー号のそれを上回る、一撃でSTM鋼すら蒸発させるスーパーレーザー砲を両目に搭載している。ただしそのエネルギーを内蔵バッテリーでは補えないため、レーザー発射時には近くの電線から盗電している。完全コンピュータ制御であり、パイロットはいない。
万科研の評判を落とすためカガクゴーに酷似した姿で自衛隊を殲滅し、町を焦土に変えて暴れ回る。調子づいたモドキング一味は国会議事堂を攻撃しようとするが、あまりの強さに絶望しきった首相はあっけなく「万能科学国」の樹立を認めてしまい、モドキングの目論みは脆くも崩れ去った。その後も本物のカガクゴーを破壊せねばらちが明かないということで東京を破壊して回るが、カガクゴーに（シズカ発案の特に戦力的に意味のないカガクゴー新装備の「巨大刀」で）ケーブルを全て斬りおとされてレーザーを封じられ、最後はカガクゴーが科学的ドジで転倒し偶然避けられた自分の腹部内蔵ミサイルが「標的のカガクゴー」をニセカガクゴーに設定し直して戻ってきてしまい命中・自滅した。尚、ミツル曰く「敵もイチコロの秘密のスペシャル兵器」機能をモドキングに直前まで内密にして組み込んである。
地上攻撃用気球
スミレの顔がデカデカと底面に描かれた巨大な円盤型気球。天井部分には膨大な太陽電池が敷き詰められ、レーザーを発射する機能しかない骸骨のようなロボットを無数にワイヤーで吊るし、太陽エネルギーを武器に万科研をレーザーで空爆した。上空にはロボット生産プラントもあり、倒れても倒れても次々に増産される（工場長はズキン）。
その特性の為夜は攻撃できず、強い日光を浴びすぎると熱膨張で爆発してしまうという欠点があり、万科研を倒すには至らなかった。
オダイジン
トラディショナル重工最後の切り札。全長400メートルもの超巨大ロボットで、全身にジェットエンジンを仕込んでいる（これによりロボットの超重量による地面への埋没も防いでおり、機動力も高い）。全部で五体作られ、番号が若い順にスミレ、パッチー、モドキング、ミツル、スグルが乗っている。
モドキングによってアヤノコウジの三人は洗脳され、東京を破壊して回るが、突如現れたキングカガクゴーの巨体とスピードに翻弄される。危ういとみるやモドキングは五機を合体させ全長1キロメートルの「アンビリバボ・オダイジン」としてキングカガクゴーに立ち向かわせる。…が、パッチーとモドキングの機体は両腕部位への変形・合体パーツとなっており、合体後の全身操縦を担当する洗脳されたスミレに腕ごと振り回され失神。スミレの暴走が始まってしまうが、その影響で超巨大化したキングカガクゴーにより一撃で破壊された。

### ワルサー軍団
キングキャッスル
ワルサーの保有する移動要塞。完全な重力発生装置を保有するため、西洋の城風の外見に加えキングラララの住みかとなる池まで存在する。地球侵略を台無しにされたワルサーが地球を道連れにするためにブラックホール発生装置を作動させようとするも、吹き飛んできた花形号と衝突しワルサーの墓標となった。
ワルサー艦隊
ワルサーが所有する大艦隊。パイロットは全員、上記の手下ロボットとダース・ベイダーっぽい指揮官。隙間無くびっしりした編隊を組んでいたため、環状線式重力発生航行をしていた花形号の通過を避けようとしたはずみで隣艦とぶつかり合って全滅する。
七色の彗星サァ
モドキングが開発したとぼけた名前のロボット。秒速10キロメートルという驚異的なスピードを誇るが、急旋回すればパイロットが重力でつぶれそうになる上、機関砲を撃てば速過ぎるためまったく当たらないと、その性能をいまいち活かせない。

## 柳田理科雄のスーパーロボット最強決定大戦!
『3』の巻末に特別付録と称されて掲載された考察。歴代のスーパーロボットアニメに登場する主人公機の中で「最強の機体」を8作品の中から選ぶ。選考に際しては身長・体重がはっきり判明しているもの、複数のシリーズがある作品からは最初の主人公機が選抜され、トーナメントが組まれた。なお、冒頭で柳田は『スーパーロボット大戦シリーズ』を引き合いに出しているが、選抜された8機体の中で『惑星ロボ ダンガードA』は現在も未参戦である。
勝敗の決定に関しては『空想科学読本』的な揚げ足が大多数を占めており、実質的に柳田が一番好きなメカであるマジンガーZを何が何でも1位にするための牽強付会が大半を占めている。

### 登場する機体とその戦績
ガンバスター（トップをねらえ!）
1回戦でダンガードAが軽すぎて戦闘できないのをいい事に圧勝するが、準決勝で光速を出してしまい、地球の重力を振り切って宇宙に飛んでいき操縦者圧死により敗退。
ダンガードA（惑星ロボ ダンガードA）
200メートルの長身に対し、重量500tと超軽量。1回戦でガンバスターに瞬殺された後に最弱決定戦を制する。
マジンガーZ（マジンガーZ）
1回戦でエヴァンゲリオンをスピードで翻弄してタイムアップ勝ち、準決勝では不戦勝。決勝戦でもイデオンの自滅で優勝（ただし直後に敵の自滅に巻き込まれパイロットの兜甲児含めて消滅、死亡（僅かに死亡が遅れた為勝利判定））。
エヴァンゲリオン初号機（新世紀エヴァンゲリオン）
1回戦では身長が半分しかないマジンガーZに追いすがるもマジンガーZが逃走に徹した結果設定上の電力供給装置であるアンビリカルケーブルの範囲外となり活動限界時間に至り機能停止、時間切れ負け。最弱決定戦ではダンガードAの風船玉のような装甲に操縦者の碇シンジが逆切れし暴走勝ちを治めた。
バルキリー（超時空要塞マクロス）
1回戦では変形合体対決を制してコン・バトラーVを倒すも、準決勝のイデオンの圧倒的火力で消し飛ばされる。
コン・バトラーV（超電磁ロボ コン・バトラーV）
1回戦では合体に手間取って敗北を喫する。最弱決定戦では圧倒的な体格差で足担当の小吉と引き換えにガンダムを蹴飛ばして勝利。
ガンダム（機動戦士ガンダム）
マジンガーZの1/350という低出力故に1回戦ではイデオンに完敗。最弱決定戦では足元からコンバトラーを切り崩そうとするも蹴飛ばされ、決敗戦にてダンガードAがあまりの軽量化により腰を折り曲げたせいで圧潰して何もしないうちに勝利した。
イデオン（伝説巨神イデオン）
1回戦と準決勝でガンダムとバルキリーを難なく瞬殺する。決勝戦でマジンガーZをイデオンソードで地球ごと唐竹割にしようとしたが、反動で自滅。